# Клачиньский, Влодзимеж
Влодзимеж Клачиньский (пол. Włodzimierz Kłaczyński; 20 июля 1933, Живец — 3 июня 2025) — польский писатель и врач-ветеринар.

## Биография
Сын Тадеуша и Марии, урождённой Нурко. В 1935 году семья Клачиньских переехала в Мелец, где писатель посещал начальную школу сначала в соседнем Щуцине, а затем в Мелеце. В 1951 году он сдал выпускные экзамены в Государственной средней школе им. Станислава Конарского в Мелеце (в настоящее время 1-я средняя школа). В школьные годы был членом молодёжных организаций. В 1957 году окончил факультет ветеринарной медицины UMCS — WSR в Люблине. Он занял должность полевого ветеринара в Домарадзе, Подкарпатье, а также работал в Хачуве. В 1967 году он вернулся в Мелец, где до 1975 года работал поветовым ветеринаром. После ликвидации повятов и повятовых учреждений был назначен заместителем директора Воеводского ветеринарного института в Тарнобжеге, где в 1983—1986 годах работал в Воеводском комитете Польской объединённой рабочей партии. В 1986 году он перешёл на Экспериментальный завод в Хожелюве, а с 1987 года руководил частной практикой, специализируясь на ветеринарной хирургии. Затем он руководил ветеринарной клиникой в Мелеце.

## Литературное творчество
Влодзимеж Клачиньский параллельно с профессиональной деятельностью писал литературные произведения, в том числе:
- «Пепел[пол.]», роман, по мотивам которого был снят одноимённый телесериал[пол.] (премьера состоялась в 1984 году)[2]
- «Вороньи перья» (1986), триптих микроновелл
- «Ангел рассмеялся» (1994), роман (по заказу Польского телевидения)
- «И собака тоже человек» (1997), дневники ветеринара, напечатанные в 1993—1998 годах в журнале «Sycyna», прежде чем быть изданными отдельной книгой
- «И у кошки есть душа» (2001), вторая часть дневников, 1996—1999 годы
- «Место» (2005) — серия романов в пяти томах, иллюстрирующая нравственные и исторические переплетения человеческих судеб на фоне эпохи в реалиях провинциального галицийского городка. Великая история и повседневные сложные решения, которые ставят обычных людей в необычные ситуации и оказываются мерой их человечности.
- «Польская осада» (2008), двухтомное продолжение «Места»
- «Скорпионада» (2010), радиороман по мотивам «Места»
- «Видеть реальность… Влодзимеж Клачиньский в беседе с Янушем Термером[пол.]» (2013), большое интервью, серия «Литературные портреты» под редакцией Станислава Ничая[пол.].

Влодзимеж Клачиньский был членом Союза польских писателей в Кельце.

## Награды
- Рыцарский крест ордена Возрождения Польши (1980)[3]
- Медаль «Заслуженный работник сельского хозяйства»[3]
- Медаль «За образцовую работу в ветеринарной службе» (1979)[3]
- «Почётный знак WOPR[пол.]» (1988)[3]
- региональные награды